# Emirates Palace
Emirates Palace (араб.: قصر الإمارات, русск.: дворец Эмиратов, транслит.: эмирэйтс пэлэс) — отель в Абу-Даби, столице Объединенных Арабских Эмиратов. Расположен на частном пляже в 1,3 км. Отель окружает 85 гектаров газонов и садов, а также 114 куполов высотой 80 метров.
Был создан с целью демонстрации арабской культуры. Содержит 394 резиденции. Корниш идет от него на север.

## Строительство
Основным дизайнером здания был Джон Эллиотт Риба, бывший старший вице-президент Wimberly, Allison, Tong and Goo, (WATG), международной архитектурной фирмы со специализацией на проектировании отелей. Отель открылся в марте 2005 года, но некоторые рестораны и объекты не открывались до 2006 года. Правительство Абу-Даби построило это здание и владеет им, однако управление ведётся Kempinski — международной гостиничной сетью.
Расходы на строительство отеля составили 1,9 млрд фунтов стерлингов или 11,02 млрд дирхам ОАЭ или около 3 млрд долларов США. Дворец Эмиратов — второй по стоимости, самый дорогой из когда-либо построенных отелей, превосходящий по стоимости даже Marina Bay Sands (Сингапур) и Burj Al Arab (Дубай, ОАЭ).

## Номера и удобства
Emirates Palace состоит из 394 резиденций, 302 из которых являются номерами, а остальные — люксами. Резиденции расположены в двух крыльях, а также в основном центральном здании. Большинство люксов имеют отделку золотом и мрамором. В главном здании находится мраморный пол и большой узорный купол сверху, выложенный золотом. На этаже в пентхаусе есть шесть люксов, которые зарезервированы исключительно для высокопоставленных лиц, например, королевских особ. В отеле также есть большой конференц-центр с аудиторией вместимостью 1100 человек, а также более 40 конференц-залов и шесть больших террас.
Одним из объектов в отеле является пляжный клуб. Внутри этого клуба находится шестикилометровая велосипедная и беговая дорожка. Другие удобства в клубе включают теннисные корты, два водных бассейна, открытые бассейны, крикет, поле для регби и футбольные залы.

## Звёздность
Отель оценивает себя как категорию «более 5 звезд, являясь дворцом, а не отелем». Один из журналистов описал его как семизвёздочный объект. Однако официально он причислен к категории 5-звёздочных отелей.

## Ребрендинг
15 декабря 2019 года международная гостиничная группа Mandarin Oriental Hotel Group сообщила о том, что подписала контракт на управление Emirates Palace с 1 января 2020 года. В связи с этим отель Emirates Palace ожидает ребрендинг, а также реновация, которая продлится 2 года (все это время отель продолжит принимать гостей). В частности, работы по реновации коснутся номеров и общих помещений для отдыха гостей, а также ресторанов и баров.